# Chiesa di Santa Maria Maddalena (Credera Rubbiano)
La chiesa di Santa Maria Maddalena è la parrocchiale di Rubbiano, frazione del comune sparso di Credera Rubbiano, in provincia di Cremona e diocesi di Crema; fa parte della zona pastorale sud.

## Storia
La presenza di una chiesa dedicata a santa Maria Maddalena, passata nel 1580 alla neo-eretta diocesi di Crema, istituita l'11 aprile di quell'anno con la bolla Super Universas di papa Gregorio XIII, è attestata con sicurezza a partire dal 1583, allorché ricevette il visitatore apostolico Girolamo Regazzoni.
Nel 1584, con decreto recante la data del 3 settembre, il vescovo Gerolamo Diedo eresse Rubbiano a parrocchia autonoma; nonostante ciò, essa continuò ad avere un rapporto di dipendenza con la matrice di Credera.
La chiesa fu oggetto di una riedificazione ex novo nel 1670 e, pochi anni dopo, il 15 luglio 1679 il vicario capitolare di Crema Antonio Obizzi decretò la completa autonomia di Rubbiano da Credera, poi confermata l'8 febbraio 1686 dal vescovo Marcantonio Zollio.
Il giuspatronato, appartenuto sino alla fine del XVIII secolo all'abbazia dei Santi Pietro e Paolo del Cerreto, divenne regio in seguito alle soppressioni napoleoniche e poi nel 1929 fu assegnato all'ordinario diocesano; quattro anni dopo, il 10 settembre 1933, il vescovo uscente Marcello Mimmi celebrò la consacrazione della chiesa.
Nel 1970, con la riorganizzazione territoriale della diocesi voluta dal vescovo Carlo Manziana, la parrocchia confluì nella zona pastorale sud.

## Descrizione

### Esterno
La facciata della chiesa, che volge a occidente, è suddivisa da una cornice marcapiano aggettante in due registri, entrambi scanditi da lesene: quello inferiore, più largo, è caratterizzato dal portale d'ingresso, mentre quello superiore presenta una finestra e due nicchie vuote ed è coronato dal timpano, entro il quale si apre una nicchia ospitante una statue.
Annesso alla parrocchiale è il campanile a base quadrata, la cui cella presenta su ogni lato una bifora ed è coperta dal tetto a quattro falde. 

### Interno
L'interno dell'edificio si compone di un'unica navata, sulla quale si affacciano le cappelle laterali, introdotte da archi a tutto sesto, e le cui pareti sono scandite da lesene terminanti con capitelli d'ordine dorico e sorreggenti la trabeazione modanata e dentellata sopra la quale si impostano le volte; al termine dell'aula si sviluppa il presbiterio, rialzato di alcuni gradini, coperto da volta a botte e chiuso dalla parete di fondo piatta, su cui si aprono due finestre.